# Rudolf Berger (Sänger)

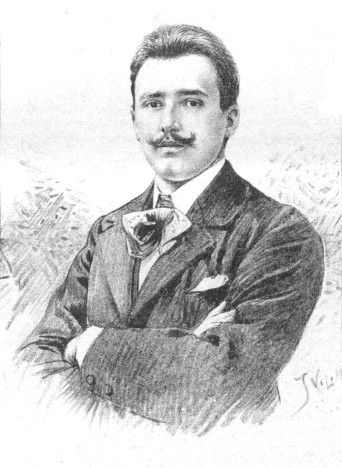
Rudolf Berger (von Jan Vilímek, 1896)

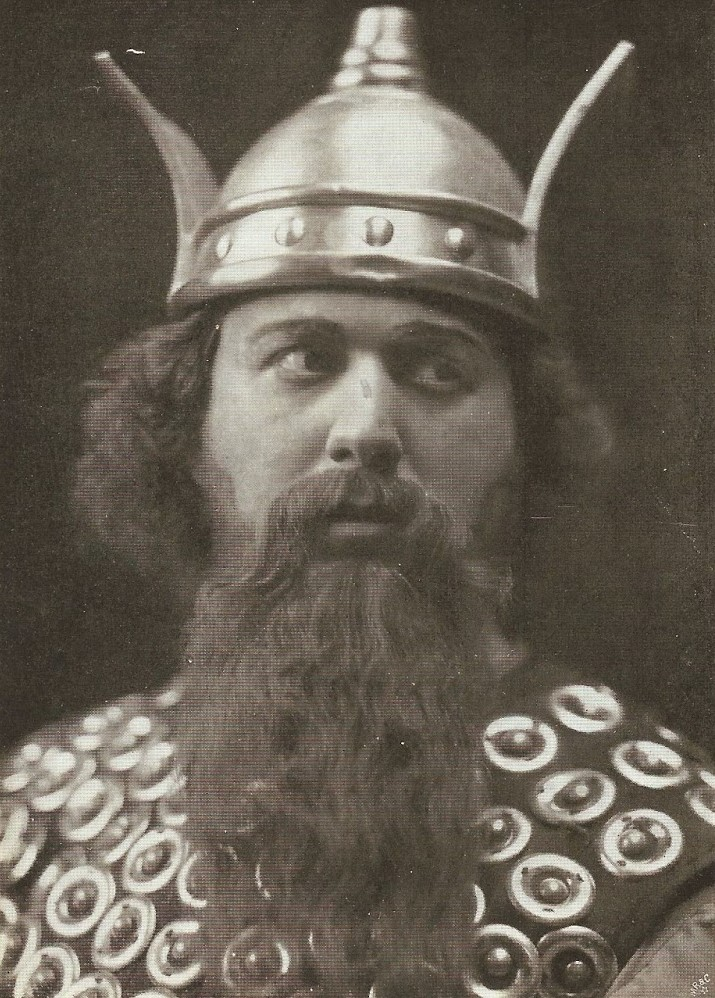
Rudolf Berger als Telramund (vor 1908)

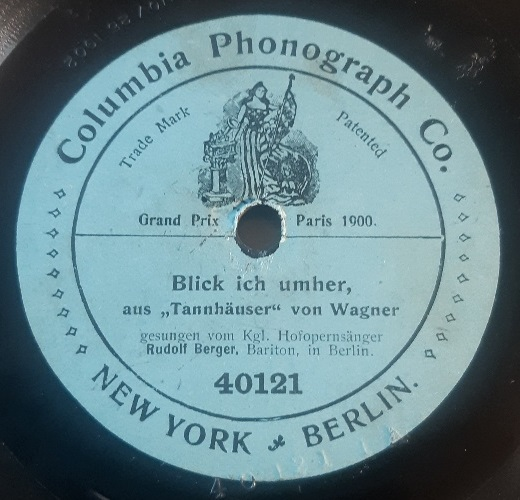
Schallplatte von Rudolf Berger (Blick ich umher aus Tannhäuser)

Rudolf Berger (* 17. April 1874 in Brünn, Österreich-Ungarn; † 27. Februar 1915 in New York) war ein Sänger der Stimmlagen Bariton und später Tenor.

## Leben und Wirken
Rudolf Berger erhielt seine Gesangsausbildung in Brünn durch Adolf Robinson. Sein Debüt als Bariton gab er 1896 am Stadttheater Brünn als Graf Friedrich von Telramund im Lohengrin. Anschließend war er bis 1897 am Stadttheater Olmütz und ab 1898 an der Berliner Hofoper engagiert. Dort sang er unter anderem 1899 in der Oper Mudarra von Fernand Le Borne (Uraufführung), 1900 in der Oper Die Beichte von Ferdinand Hummel, 1904 die Partie des Thomas Wintz in der Oper Der Roland von Berlin von Ruggero Leoncavallo (Uraufführung) und 1905 in der komischen Oper Die Heirat wider Willen von Engelbert Humperdinck (Uraufführung).
In den Jahren 1901, 1906 und 1908 sang er bei den Bayreuther Festspielen in den Opern Parsifal und Götterdämmerung von Richard Wagner. 
1908 riet ihm der amerikanische Gesangspädagoge Oscar Saenger (1868–1929) zu einer Umschulung seiner Stimme zum Tenor und er bildete ihn in New York zum Heldentenor aus. Sein Debüt als Tenor gab er 1909 an der Berliner Hofoper in der Titelrolle der Oper Lohengrin. Es folgten Gastspiele in Paris, London, Prag, Amsterdam und an der Wiener Hofoper. 1913 ging er an die Metropolitan Opera nach New York, wo er 1914 als Siegmund in der Walküre debütierte. In den Folgejahren sang er im Tannhäuser, im Lohengrin, in den Meistersingern von Nürnberg (Walther von Stolzing), in Tristan und Isolde (Tristan) und in der Götterdämmerung (Siegfried). 
Rudolf Berger war seit 1913 mit der amerikanischen Sopranistin Marie Rappold (1879–1957) verheiratet.

## Diskografie
Rudolf Berger spielte Tonaufnahmen auf Schallplatten für Berliner Records, Columbia, G&T, Favorite, Homophon, Odeon und Gramophone und Phonographenwalzen für Edison und Pathé-Atlas ein.
- Rudolf Berger: 1874–1915. Aufnahmen von 1901 bis 1914 (Giacomo Meyerbeer, Giuseppe Verdi, Richard Wagner). Preiser, Wien 1979.